# المنظمة التعليمية

## المنظمة التعليمية
في إدارة الأعمال، المنظمة التعليمية هي شركة تسهل تعلم أعضائها وتحول نفسها باستمرار. تمت صياغة هذا المفهوم من خلال عمل وأبحاث بيتر سينج وزملائه.
قد تتطور المنظمات المتعلمة نتيجة للضغوط التي تواجه المنظمات الحديثة؛ وهذا يتيح لهم البقاء قادرين على المنافسة في بيئة الأعمال.

## صفات
هناك العديد من التعريفات للمنظمة المتعلمة وكذلك أنواع أنواع المنظمات المتعلمة.
ذكر بيتر سينج في إحدى المقابلات أن المنظمة التعليمية هي مجموعة من الأشخاص الذين يعملون معًا بشكل جماعي لتعزيز قدراتهم على تحقيق النتائج التي يهتمون بها حقاً. قام سينج بنشر مفهوم المنظمة التعليمية من خلال كتابه الانضباط الخامس. واقترح في الكتاب الخصائص الخمس التالية:

## التفكير المنهجي
تطورت فكرة المنظمة المتعلمة من مجموعة من الأعمال تسمى التفكير المنظومي . هذا إطار مفاهيمي يسمح للأشخاص بدراسة الأعمال التجارية ككائنات محدودة. وتستخدم المنظمات المتعلمة هذا الأسلوب في التفكير عند تقييم شركتها ولديها أنظمة معلوماتية تقيس أداء المنظمة ككل ومكوناتها المختلفة. وينص التفكير النظمي على أن جميع خصائص المنظمة المتعلمة يجب أن تكون واضحة في آن واحد حتى تكون منظمة متعلمة. إذا كانت بعض هذه الخصائص مفقودة فإن المنظمة لن تحقق هدفها. ومع ذلك، يعتقد أوكيفي أن خصائص المنظمة المتعلمة هي عوامل يتم اكتسابها تدريجيًا، بدلاً من تطويرها في وقت واحد.

## إتقان شخصي
يُعرف التزام الفرد بعملية التعلم بالإتقان الشخصي. هناك ميزة تنافسية لمنظمة يمكن للقوى العاملة فيها أن تتعلم بسرعة أكبر من القوى العاملة في المنظمات الأخرى. يعتبر التعلم أكثر من مجرد الحصول على المعلومات؛ فهو يعمل على توسيع القدرة على أن نكون أكثر إنتاجية من خلال تعلم كيفية تطبيق مهاراتنا للعمل بالطريقة الأكثر قيمة. وتظهر الإتقان الشخصي أيضًا بطريقة روحية، مثل توضيح التركيز والرؤية الشخصية والقدرة على رؤية الواقع وتفسيره بموضوعية. يتم اكتساب التعلم الفردي من خلال تدريب الموظفين وتطويرهم والتحسين الذاتي المستمر؛ ومع ذلك، لا يمكن فرض التعلم على فرد غير متقبل للتعلم. تظهر الأبحاث أن معظم التعلم في مكان العمل يكون عرضيًا، وليس نتاجًا للتدريب الرسمي، لذلك من المهم تطوير ثقافة يتم فيها ممارسة الإتقان الشخصي في الحياة اليومية. تم وصف المنظمة المتعلمة بأنها مجموع التعلم الفردي، ولكن يجب أن تكون هناك آليات لتحويل التعلم الفردي إلى التعلم التنظيمي . يتيح الإتقان الشخصي العديد من النتائج الإيجابية مثل الأداء الفردي والكفاءة الذاتية والتحفيز الذاتي والشعور بالمسؤولية والالتزام والصبر والتركيز على الأمور ذات الصلة بالإضافة إلى التوازن بين العمل والحياة والرفاهية.

## المنظمة التعليمية
في إدارة الأعمال، المنظمة التعليمية هي شركة تسهل تعلم أعضائها وتحول نفسها باستمرار. تمت صياغة هذا المفهوم من خلال عمل وأبحاث بيتر سينج وزملائه.
قد تتطور المنظمات المتعلمة نتيجة للضغوط التي تواجه المنظمات الحديثة؛ وهذا يتيح لهم البقاء قادرين على المنافسة في بيئة الأعمال.

## صفات
هناك العديد من التعريفات للمنظمة المتعلمة وكذلك أنواع أنواع المنظمات المتعلمة.
ذكر بيتر سينج في إحدى المقابلات أن المنظمة التعليمية هي مجموعة من الأشخاص الذين يعملون معًا بشكل جماعي لتعزيز قدراتهم على تحقيق النتائج التي يهتمون بها حقاً. قام سينج بنشر مفهوم المنظمة التعليمية من خلال كتابه الانضباط الخامس. واقترح في الكتاب الخصائص الخمس التالية:

## التفكير المنهجي
تطورت فكرة المنظمة المتعلمة من مجموعة من الأعمال تسمى التفكير المنظومي . هذا إطار مفاهيمي يسمح للأشخاص بدراسة الأعمال التجارية ككائنات محدودة. وتستخدم المنظمات المتعلمة هذا الأسلوب في التفكير عند تقييم شركتها ولديها أنظمة معلوماتية تقيس أداء المنظمة ككل ومكوناتها المختلفة. وينص التفكير النظمي على أن جميع خصائص المنظمة المتعلمة يجب أن تكون واضحة في آن واحد حتى تكون منظمة متعلمة. إذا كانت بعض هذه الخصائص مفقودة فإن المنظمة لن تحقق هدفها. ومع ذلك، يعتقد أوكيفي أن خصائص المنظمة المتعلمة هي عوامل يتم اكتسابها تدريجيًا، بدلاً من تطويرها في وقت واحد.

## إتقان شخصي
يُعرف التزام الفرد بعملية التعلم بالإتقان الشخصي. هناك ميزة تنافسية لمنظمة يمكن للقوى العاملة فيها أن تتعلم بسرعة أكبر من القوى العاملة في المنظمات الأخرى. يعتبر التعلم أكثر من مجرد الحصول على المعلومات؛ فهو يعمل على توسيع القدرة على أن نكون أكثر إنتاجية من خلال تعلم كيفية تطبيق مهاراتنا للعمل بالطريقة الأكثر قيمة. وتظهر الإتقان الشخصي أيضًا بطريقة روحية، مثل توضيح التركيز والرؤية الشخصية والقدرة على رؤية الواقع وتفسيره بموضوعية. يتم اكتساب التعلم الفردي من خلال تدريب الموظفين وتطويرهم والتحسين الذاتي المستمر؛ ومع ذلك، لا يمكن فرض التعلم على فرد غير متقبل للتعلم. تظهر الأبحاث أن معظم التعلم في مكان العمل يكون عرضيًا، وليس نتاجًا للتدريب الرسمي، لذلك من المهم تطوير ثقافة يتم فيها ممارسة الإتقان الشخصي في الحياة اليومية. تم وصف المنظمة المتعلمة بأنها مجموع التعلم الفردي، ولكن يجب أن تكون هناك آليات لتحويل التعلم الفردي إلى التعلم التنظيمي . يتيح الإتقان الشخصي العديد من النتائج الإيجابية مثل الأداء الفردي والكفاءة الذاتية والتحفيز الذاتي والشعور بالمسؤولية والالتزام والصبر والتركيز على الأمور ذات الصلة بالإضافة إلى التوازن بين العمل والحياة والرفاهية.

## نماذج عقلية
تسمى الافتراضات والتعميمات التي يحملها الأفراد والمنظمات بالنماذج العقلية. تصف النماذج العقلية الشخصية ما يمكن للناس اكتشافه أو لا يمكنهم اكتشافه. بسبب الملاحظة الانتقائية، قد تحد النماذج العقلية من ملاحظات الناس. ولكي تصبح منظمة تعليمية، يجب تحديد هذه النماذج ومواجهتها. يميل الأفراد إلى تبني النظريات، وهي ما يعتزمون اتباعه، والنظريات المستخدمة، وهي ما يفعلونه بالفعل.  وبالمثل، تميل المنظمات إلى امتلاك "ذكريات" تحافظ على سلوكيات ومعايير وقيم معينة. في خلق بيئة تعليمية، من المهم استبدال مواقف المواجهة بثقافة منفتحة تعزز الاستفسار والثقة. ولتحقيق ذلك، تحتاج المنظمة المتعلمة إلى آليات لتحديد وتقييم نظريات العمل التنظيمية. يجب التخلص من القيم غير المرغوب فيها في عملية تسمى "نبذ التعلم". ويشير وانغ وأحمد  إلى هذا باسم "التعلم الثلاثي الحلقات". بالنسبة للمنظمات، تنشأ المشاكل عندما تتطور النماذج العقلية إلى ما دون مستوى الوعي. وبالتالي، من المهم دراسة قضايا الأعمال والتساؤل بشكل فعال عن ممارسات الأعمال الحالية والمهارات الجديدة قبل أن يتم دمجها في الممارسات الجديدة.

## رؤية مشتركة
إن تطوير رؤية مشتركة أمر مهم في تحفيز الموظفين على التعلم، لأنه يخلق هوية مشتركة توفر التركيز والطاقة للتعلم. تعتمد الرؤى الأكثر نجاحاً على الرؤى الفردية للموظفين على جميع مستويات المنظمة، وبالتالي فإن إنشاء رؤية مشتركة يمكن أن تعوقه الهياكل التقليدية حيث يتم فرض رؤية الشركة من أعلى. ولذلك، تميل المنظمات المتعلمة إلى أن يكون لديها هياكل تنظيمية مسطحة وغير مركزية. غالبًا ما تكون الرؤية المشتركة هي النجاح ضد المنافس؛ ومع ذلك، يذكر سينج أن هذه أهداف مؤقتة ويقترح أنه يجب أن تكون هناك أيضًا أهداف طويلة المدى تكون جوهرية داخل الشركة. ومن ناحية أخرى، فإن عدم وجود أهداف محددة بوضوح يمكن أن يؤثر سلباً على المنظمة، حيث لا يمكنها كسب ثقة أعضائها. إن تطبيق ممارسات الرؤية المشتركة يخلق بيئة مناسبة لتنمية الثقة من خلال التواصل والتعاون داخل المنظمة. ونتيجة لذلك، فإن الرؤية المشتركة المبنية تشجع الأعضاء على تبادل تجاربهم وآرائهم، وبالتالي تعزيز آثار التعلم التنظيمي.

## التعلم الجماعي
تراكم التعلم الفردي يشكل التعلم الجماعي. وتتمثل فائدة التعلم الجماعي أو المشترك في أن الموظفين يتعلمون بسرعة أكبر  ويتم تحسين قدرة المنظمة على حل المشكلات من خلال الوصول بشكل أفضل إلى المعرفة والخبرة. تمتلك المنظمات التعليمية هياكل تسهل التعلم الجماعي بميزات مثل عبور الحدود والانفتاح. في اجتماعات الفريق، يمكن للأعضاء التعلم بشكل أفضل من بعضهم البعض من خلال التركيز على الاستماع وتجنب المقاطعة والاهتمام والاستجابة. في مثل هذه البيئة التعليمية، لا يضطر الناس إلى إخفاء خلافاتهم أو التغاضي عنها، وبالتالي فإنهم يجعلون فهمهم الجماعي أكثر ثراءً. ثلاثة أبعاد للتعلم الجماعي، بحسب سينج، هي، "القدرة على التفكير الثاقب حول القضايا المعقدة"، و"القدرة على اتخاذ إجراءات مبتكرة ومنسقة"، و"القدرة على إنشاء شبكة تسمح للفرق الأخرى باتخاذ الإجراءات اللازمة". أيضًا". في منظمة تعليمية، تتعلم الفرق كيفية التفكير معًا. التعلم الجماعي هو عملية تكييف وتطوير قدرة الفريق لتحقيق النتائج التي يريدها أعضاؤه حقًا.  يتطلب التعلم الجماعي من الأفراد المشاركة في الحوار والمناقشة؛ لذلك يجب على أعضاء الفريق تطوير التواصل المفتوح والمعنى المشترك والفهم المشترك.تتمتع المنظمات المتعلمة عادة بهياكل ممتازة لإدارة المعرفة، مما يسمح بإنشاء هذه المعرفة واكتسابها ونشرها وتنفيذها في المنظمة. تستخدم الفرق أدوات مثل دورة التعلم العملي والحوار. التعلم الجماعي هو عنصر واحد فقط من دورة التعلم. لكي تكتمل الدورة، يجب أن تشمل الخصائص الخمس المذكورة أعلاه.

## تطوير
لا تتطور المنظمات عضوياً إلى منظمات تعليمية؛ هناك عوامل تدفعهم إلى التغيير. مع نمو المنظمات، فإنها تفقد قدرتها على التعلم حيث تصبح هياكل الشركة والتفكير الفردي جامدة. عندما تنشأ المشكلات، غالباً ما يتبين أن الحلول المقترحة قصيرة المدى فقط (التعلم بحلقة واحدة بدلاً من التعلم بحلقة مزدوجة ) وتعود للظهور في المستقبل. لكي تظل قادرة على المنافسة، قامت العديد من المنظمات بإعادة هيكلتها، مع عدد أقل من الأشخاص في الشركة. وهذا يعني أن أولئك الذين بقوا بحاجة إلى العمل بشكل أكثر فعالية. لخلق ميزة تنافسية، تحتاج الشركات إلى التعلم بشكل أسرع من منافسيها وتطوير ثقافة الاستجابة للعملاء. حدد كريس أرجيريس أن المنظمات تحتاج إلى الحفاظ على المعرفة حول المنتجات والعمليات الجديدة، وفهم ما يحدث في البيئة الخارجية وإنتاج حلول إبداعية باستخدام المعرفة والمهارات للجميع داخل المنظمة. وهذا يتطلب التعاون بين الأفراد والجماعات، والتواصل الحر والموثوق، وثقافة الثقة.
لكي يتم أي تعلم، في المنظمات أيضًا، يجب أن يكون هناك نشر للمعرفة. ليس من السهل دائمًا تنفيذ النشر، لأنه يعتمد على رغبة المتلقي في قبول المعرفة الجديدة، وحاجته إلى المعلومات الجديدة، وعلاقة معرفته الحالية بالمعلومات الجديدة. المعرفة الأكثر فائدة نادراً ما تكون شيئاً يتشكل في رأس المرء ثم ينتشر إلى الآخرين. تتكون المعرفة المفيدة عمومًا من أجزاء مختلفة من المعلومات التي يتم دمجها بعد ذلك. لجمع المعلومات، تحتاج المنظمات إلى نوع من مستودع المحتوى لجميع المعلومات. وعادة ما يتم بناء هذه المستودعات في الوقت الحاضر بمساعدة تكنولوجيا المعلومات . من خلال مستودع المعلومات والبنية التحتية المعرفية، التي تبسط عملية إنشاء المعرفة في شكل عملي، ستتوفر لدى المنظمة كل معارفها المتاحة للجميع في المنظمة، مما سيساعد بشكل أكبر على التعلم في المنظمة. على سبيل المثال، تمتلك الوكالة الأمريكية للتنمية الدولية عددًا من منصات مواقع الويب التقنية التي تركز على موضوعات التطوير بما في ذلك Learning Lab وAgriLinks وDRGLinks و Edulinks وResilienceLinks .

## فوائد
إحدى الفوائد الرئيسية التي تقدمها المنظمات التعليمية هي الميزة التنافسية. ويمكن تأسيس هذه الميزة التنافسية على استراتيجيات مختلفة يمكن اكتسابها عن طريق التعلم التنظيمي. إحدى طرق الحصول على ميزة تنافسية هي المرونة الإستراتيجية. إن التدفق المستمر للخبرة والمعرفة الجديدة يبقي المنظمة ديناميكية ومستعدة للتغيير. وفي بيئة مؤسسية دائمة التغير، يمكن أن يكون هذا عاملاً رئيسياً للحصول على ميزة. يمكن أن تكون الإدارة الأفضل لاستثمارات المنظمة الاستكشافية والتمثيل الاستغلالي فائدة لمنظمة تعليمية أيضًا. بعد ذلك، يمكن اكتساب الميزة التنافسية للشركة من خلال انخفاض الأسعار وتحسين جودة المنتجات. من خلال التعلم التنظيمي، يمكن تحقيق كل من استراتيجيات قيادة التكلفة والتمايز. إن القدرة على إعادة تشكيل الإجراءات بناءً على الاحتياجات والبيئة تتجنب المفاضلة بين الاثنين. بشكل عام، قد يكون أداء العملاء في المؤسسات التعليمية أفضل، وهي القناة المباشرة والقابلة للقياس، والتي تنشئ ميزة تنافسية.  جانب آخر مهم هو الابتكار. يرتبط الابتكار والتعلم ارتباطًا وثيقًا. بينما يتم تشجيع الأشخاص على التعلم والتطور، يتم إنشاء بيئة أكثر ابتكارًا بشكل شائع، ويمكن للأفكار المبتكرة القادمة من مجتمعات الممارسة على سبيل المثال أن تؤدي إلى تعلم تنظيمي شامل أكبر.
الفوائد الأخرى للمنظمة التعليمية هي:
- الحفاظ على مستويات الابتكار والبقاء في المنافسة.[10]
- امتلاك المعرفة لربط الموارد بشكل أفضل باحتياجات العملاء.[1]
- تحسين جودة المخرجات على جميع المستويات.[1]
- تحسين صورة الشركة من خلال التركيز بشكل أكبر على الأشخاص.[1]
- زيادة وتيرة التغيير داخل المنظمة.[1]
- تعزيز الشعور بالانتماء للمجتمع في المنظمة.[1]
- تحسين عملية صنع القرار على المدى الطويل.[6]
- تحسين تبادل المعرفة.[6]

## الحواجز
حتى داخل أو بدون المنظمة التعليمية، يمكن للمشاكل أن تعطل عملية التعلم أو تتسبب في تراجعها. وينشأ معظمها من منظمة لا تحتضن جميع الجوانب الضرورية بشكل كامل. وبمجرد تحديد هذه المشاكل، يمكن البدء في تحسينها.
تجد بعض المنظمات صعوبة في تبني الإتقان الشخصي لأنه مفهوم غير ملموس ولا يمكن قياس فوائده كمياً؛ ويمكن اعتبار التمكن الشخصي بمثابة تهديد للمنظمة. يمكن أن يكون هذا التهديد حقيقيًا، كما يشير سينج، حيث أن "تمكين الأشخاص في منظمة غير منحازة يمكن أن يؤدي إلى نتائج عكسية". بمعنى آخر، إذا لم يتعامل الأفراد مع رؤية مشتركة، فمن الممكن استخدام التمكن الشخصي لتعزيز رؤاهم الشخصية. في بعض المنظمات، يمكن أن يكون الافتقار إلى ثقافة التعلم عائقًا أمام التعلم. ويجب تهيئة بيئة يستطيع الأفراد فيها تبادل التعلم دون التقليل من قيمته أو تجاهله، حتى يتمكن المزيد من الناس من الاستفادة من معارفهم ويصبح الأفراد متمكنين. تحتاج المنظمة التعليمية إلى القبول الكامل بإزالة الهياكل الهرمية التقليدية.
يمكن أن تحدث مقاومة التعلم داخل منظمة تعليمية إذا لم يكن هناك قبول كافٍ على المستوى الفردي. غالباً ما يحدث هذا مع الأشخاص الذين يشعرون بالتهديد من التغيير أو يعتقدون أن لديهم الكثير ليخسروه. من المحتمل أن يكون لديهم عقلية منغلقة، وليسوا على استعداد للتعامل مع النماذج العقلية. وما لم يتم تنفيذه بشكل متماسك في جميع أنحاء المنظمة، يمكن النظر إلى التعلم على أنه نخبوي ويقتصر على المستويات العليا. وفي هذه الحالة، لن يُنظر إلى التعلم على أنه رؤية مشتركة. إذا كان التدريب والتطوير إلزامياً، فيمكن اعتباره شكلاً من أشكال السيطرة، وليس تطويراً شخصياً. إن التعلم والسعي لتحقيق الإتقان الشخصي يجب أن يكون اختياراً فردياً، وبالتالي فإن فرضه لن يجدي نفعاً.
بالإضافة إلى ذلك، قد يصبح الحجم التنظيمي عائقاً أمام تبادل المعرفة الداخلية. عندما يتجاوز عدد الموظفين 150 موظفاً، تنخفض مشاركة المعرفة الداخلية بشكل كبير بسبب التعقيد العالي في الهيكل التنظيمي الرسمي، وضعف العلاقات بين الموظفين، وانخفاض الثقة، وانخفاض كفاءة الاتصال، وانخفاض فعالية التواصل. على هذا النحو، مع زيادة حجم الوحدة التنظيمية، تتضاءل فعالية تدفقات المعرفة الداخلية بشكل كبير وتنخفض درجة تبادل المعرفة داخل المنظمة.
تتضمن المشاكل التي تعيب رؤية سينج الفشل في تقدير ودمج الضرورات التي تحرك المنظمات الحديثة بشكل كامل؛ والتطور النسبي للتفكير الذي يتطلبه من المديرين (وما إذا كان الكثيرون في الممارسة قادرين على ذلك)؛ وأسئلة تتعلق بمعاملته للسياسة التنظيمية. ومن المؤكد أنه من الصعب العثور على أمثلة واقعية لمنظمات التعلم (Kerka 1995). كان هناك أيضًا نقص في التحليل النقدي للإطار النظري.
واستنادا إلى دراستهم لمحاولات إصلاح خدمة البريد السويسرية، يقدم ماتياس فنجر وسيلفيا بيرجين براند (1999) قائمة مفيدة لأوجه القصور الأكثر أهمية في مفهوم المنظمة التعليمية. واستنتجوا إلى أنه ليس من الممكن تحويل منظمة بيروقراطية من خلال مبادرات التعلم وحدها. ويعتقدون أنه من خلال الإشارة إلى فكرة المنظمة المتعلمة، كان من الممكن جعل التغيير أقل تهديداً وأكثر قبولًا للمشاركين. "ومع ذلك، فإن التعلم الفردي والجماعي، الذي حدث بلا شك، لم يكن مرتبطاً حقاً بالتغيير والتحول التنظيمي". ويشيرون إلى أن جزءًا من المشكلة يتعلق بمفهوم المنظمة التعليمية نفسها. ويرى هؤلاء أن مفهوم المنظمة المتعلمة:
1. يركز بشكل أساسي على البعد الثقافي ولا يأخذ في الاعتبار بشكل كافٍ الأبعاد الأخرى للمنظمة. لتحويل منظمة ما، من الضروري الاهتمام بالهياكل وتنظيم العمل بالإضافة إلى الثقافة والعمليات. "التركيز حصريًا على الأنشطة التدريبية من أجل تعزيز التعلم... يشجع هذا التحيز الثقافي البحت".
2. يفضل عمليات التعلم الفردية والجماعية على جميع مستويات المنظمة، لكنه لا يربطها بشكل صحيح بالأهداف الاستراتيجية للمنظمة. تفترض النماذج الشائعة للتعلم التنظيمي مثل(Dixon 1994) مثل هذا الارتباط. ولذلك، فمن الضروري "إقامة الصلة بين التعلم الفردي والجماعي والأهداف الاستراتيجية للمنظمة". ويرى فينغر وبراند أن هذا القصور يبرر استخدام شكل من أشكال قياس التعلم التنظيمي - بحيث يكون من الممكن تقييم مدى مساهمة هذا التعلم أو عدم مساهمته في تحقيق الأهداف الاستراتيجية.

## تحديات التحول إلى منظمة متعلمة
يذكر كتاب رقصة التغيير  أن هناك العديد من الأسباب التي قد تجعل المنظمة تواجه مشكلة في تحويل نفسها إلى منظمة تعليمية. الأول هو أن المنظمة ليس لديها ما يكفي من الوقت. :66قد يواجه الموظفون والإدارة مشكلات أخرى لها الأولوية على محاولة تغيير ثقافة مؤسستهم. قد لا يتمكن الفريق من تخصيص الوقت إذا لم يكن لدى المؤسسة المساعدة أو التدريب المناسب. لكي تتمكن أي منظمة من التغيير، فإنها تحتاج إلى معرفة الخطوات اللازمة لحل المشكلات التي تواجهها. وكحل، قد يكون من الضروري وجود معلم أو مدرب على دراية جيدة بمفهوم المنظمة التعليمية.
كما أن التغيير قد لا يكون ذا صلة باحتياجات المنظمة. ينبغي قضاء الوقت في القضايا الفعلية للمنظمة وقضاياها اليومية. ولمواجهة هذا التحدي، لا بد من بناء استراتيجية. يجب على المنظمة أن تحدد ما هي مشاكلها قبل الدخول في التحول. يجب أن يظل التدريب مرتبطًا بنتائج الأعمال بحيث يسهل على الموظفين ربط التدريب بالقضايا اليومية.
التحدي المعتاد الذي تواجهه العديد من المنظمات هو عدم التركيز على التنمية الشخصية مع التركيز بشكل أساسي على التطوير المهني الذي من المرجح أن يكون له مساهمة مباشرة في أداء المنظمة في حين أن النتائج الإيجابية للتنمية الشخصية تظهر أكثر على المدى الطويل وأقل وضوحا.
أما بالنسبة للقائد، فقد يكون من الصعب عدم اعتبار رؤيته الشخصية بمثابة رؤية مشتركة للمنظمة.

## يعالج مشاكل التعلم التنظيمي
بعض القضايا التي صممت المنظمات التعليمية لمعالجتها داخل المؤسسات هي التجزئة والمنافسة ورد الفعل. يتم وصف التجزئة على أنها تقسيم المشكلة إلى أجزاء. على سبيل المثال، كل منظمة لديها قسم المحاسبة والمالية والعمليات وتكنولوجيا المعلومات والتسويق. تحدث المنافسة عندما يحاول الموظفون القيام بعمل أفضل أو "التغلب" على الآخرين في مهمة ما بدلاً من التعاون. تحدث رد الفعل عندما تتغير المنظمة فقط كرد فعل على قوى خارجية، بدلاً من بدء التغيير بشكل استباقي.
العادات غير المناسبة أثناء تنظيم اجتماعات الفريق يمكن أن تؤثر سلباً. ينبغي إعداد الاجتماعات في الوقت المناسب، ووضع جدول الأعمال وتخصيص الوقت الكافي للتركيز على المواضيع. نظرًا لأن أفضل النتائج في التعلم الجماعي تتشكل من خلال الانضباط، فمن الضروري أن يكون لديك جدول أعمال، وأن تجعل الجو مفتوحاً وتحترم الآخرين، تجنب المقاطعة، وكن مهتماً واستجب.

## أنظر أيضا
- مجتمع الممارسة
- التقاط المعرفة
- إدارة المعرفة
- منظمة المعرفة
- بدء التعلم
- أجندة التعلم
- تعليم نظامي
- مجتمع التعلم المهني
- ممارسة عاكسة